# St. Joseph (Wisconsin)
St. Joseph es un pueblo ubicado en el condado de St. Croix en el estado estadounidense de Wisconsin. En el Censo de 2010 tenía una población de 3842 habitantes y una densidad poblacional de 43,13 personas por kilómetro cuadrado.

## Geografía
St. Joseph se encuentra ubicado en las coordenadas 45°2′53″N 92°42′4″O / 45.04806, -92.70111. Según la Oficina del Censo de los Estados Unidos, St. Joseph tiene una superficie total de 89.09 km², de la cual 83 km² corresponden a tierra firme y (6.83 %) 6.09 km² es agua.

## Demografía
Según el censo de 2010, había 3.842 personas residiendo en St. Joseph. La densidad de población era de 43,13 hab./km². De los 3842 habitantes, St. Joseph estaba compuesto por el 96.07 % blancos, el 0.31 % eran afroamericanos, el 0.34 % eran amerindios, el 0.75 % eran asiáticos, el 0.18 % eran isleños del Pacífico, el 1.04 % eran de otras razas y el 1.3 % pertenecían a dos o más razas. Del total de la población el 2.45 % eran hispanos o latinos de cualquier raza.